# Messa ciclica
Nel campo della musica rinascimentale, una messa ciclica era una composizione secondo l'Ordinario della messa della liturgia della Chiesa cattolica, nel quale ogni movimento – Kyrie, Gloria, Credo, Sanctus e Agnus Dei – condivideva un unico tema musicale, solitamente un cantus firmus, creando così una composizione unitaria. La messa ciclica fu la prima forma di composizione multi movimento nella musica occidentale ad essere imperniata su un singolo tema comune.
Questa tecnica venne impiegata dal 1430 a circa il 1600, anche se alcuni compositori, specialmente in centri musicali conservatori, ne scrissero anche oltre questa data. Fra i generi della messa ciclica si ricordano la  messa "motto", la messa cantus firmus, la messa parafrasi, la messa parodia e messe basate sulla combinazione di alcune di queste tecniche.

## Storia
Prima di completare le impostazioni della Messa ordinaria da parte di un unico compositore, che divenne la norma dalla metà del XV secolo, i compositori componevano spesso una coppia di movimenti. Coppie di Gloria-Credo, Sanctus e Agnus Dei, sono presenti in molti manoscritti dei primi anni del XV secolo, di compositori come Johannes Ciconia, Arnold de Lantins e Zacara da Teramo. Mentre è possibile che alcuni di questi compositori abbiano composto un'intera messa, nessuna messa ciclica completa di un unico compositore è sopravvissuta. (La Messa di Notre Dame di Guillaume de Machaut (c. 1300-1377), che risale a prima del 1365 ed è la più antica messa superstite di un unico compositore, non può essere considerata una vera messa ciclica.) Alcuni cicli di messa del periodo 1420-1435, soprattutto del nord Italia, mostrano che i compositori stavano lavorando nella direzione di una messa unitaria, ma finirono per risolvere il problema in modo diverso: spesso venne utilizzato un tenor diverso per ogni movimento della messa che risultava unificata stilisticamente per altri versi.
La vera messa ciclica ebbe probabilmente origine in Inghilterra ed i primi compositori noti per avere organizzato una messa utilizzando lo stesso cantus firmus in ogni movimento furono John Dunstable e Leonel Power. Tuttavia è stata la Missa Caput, una composizione anonima inglese un tempo attribuita a Guillaume Dufay, "una delle composizioni più venerate del XV secolo, che doveva essere la più influente sulla prassi continentale. Questo lavoro appare in sette diverse fonti continentali del XV secolo, più di ogni altra messa prima del 1480. Fra altre caratteristiche, è stata la prima opera ampiamente influente ad utilizzare una linea di basso liberamente sottostante al cantus firmus del tenor. A seguito della diffusione della Missa Caput, molti compositori aggiunsero questa voce più bassa, per le loro tessiture polifoniche, dopo la metà del secolo. Ciò permise una flessibilità armonica e cadenzale che in precedenza era carente.
Il primo metodo costantemente utilizzati per organizzare i movimenti della messa fu l'uso di un motivo principale, noto anche come "motto". In questo caso, un tema riconoscibile, o frammento tematico, iniziava ciascuna delle sezioni importanti della messa. Molte  messe "motto" sono state unificate con altri mezzi, ma tale procedura non era necessaria. Un primo esempio di una messa "motto" è laMissa incarnatum Verbum di Arnold de Lantins, probabilmente composta intorno al 1430, in cui ogni movimento è legato dall'utilizzo di un motivo comune. Inoltre, i movimenti contengono sottili riferimenti al suo mottetto O Pulcherrima mulierum. Molte delle messe di Dufay utilizzano la tecnica del motivo comune, anche quando ne utilizzano un'altra, come ad esempio il cantus firmus. La tecnica del "motto" era comune sul continente, ma venne raramente utilizzata dai compositori inglesi.
Intorno alla fine del XV secolo, la tecnica del cantus firmus era di gran lunga la più frequentemente utilizzata per unificare le messe cicliche. Il cantus firmus, che in un primo momento è stato tratto dal canto gregoriano e poi in seguito da altre fonti, come la chanson profana, era solitamente fissato sulle note lunghe del tenor (successivamente su quelle basse). Le altre voci potevano essere utilizzate in molti modi, che andavano dalla  polifonia liberamente composta a canone stretto, ma la consistenza era prevalentemente polifonica, ma non imitativa. In alcuni casi il cantus firmus apparve anche in altre voci diverse dal tenor, con libertà sempre più ampie raggiunte verso la fine del secolo. La musica profana divenne la fonte preferita per i cantus firmi al tempo di Ockeghem e della sua generazione (ultimo trentennio del XV secolo) ed compositori iniziarono a comporli in proprio; ad esempio la Missa au travail suis di Ockeghem si basa sulla sua canzone omonima.
Ockeghem è stato un compositore particolarmente sperimentale ed è suo, probabilmente, il primo esempio di una messa basata interamente su canoni: la Missa prolationum. Invece di essere basato su un cantus firmus comune, ogni movimento è un canone mensurale, con un intervallo di imitazione che si espande dall'unisono all'ottava nel corso della Messa (Leeman Perkins chiamò questa tecnica "il risultato contrappuntistico più straordinario del XV secolo ", e lo ha paragonato, nel campo dell'applicazione e dell'esecuzione, alle Variazioni Goldberg di Bach). Un'altra messa di Ockeghem, la Missa cuiusvis toni, è scritta in modo da poter essere eseguita in ognuno dei quattro modi.
Dall'inizio del XVI secolo, la tecnica del cantus firmus non fu più il metodo preferito per la composizione delle messe, tranne in alcune zone distanti da Roma e dai Paesi Bassi (compositori spagnoli, in particolare, utilizzarono il metodo anche nel XVI secolo). Alcuni altri metodi di organizzazione di messe cicliche furono la parafrasi e la parodia.
Nella tecnica della messa parafrasi, una melodia di origine, che poteva essere sia sacra che profana, veniva elaborata, di solito con ornamenti, ma di tanto in tanto in compressione. Solitamente, nelle messe parafrasi, la melodia appariva in ogni voce. La Missa Pange Lingua (c. 1520) di Josquin Des Prez ne è un famoso esempio. Palestrina usò ampiamente il metodo, che fu per lui secondo soltanto alla tecnica della messa parodia.
La messa parodia, nota anche come messa imitativa (l'utilizzo del termine "parodia" non implica alcuna satira, ma si basa sulla interpretazione errata di una fonte del XVI secolo), utilizza molte voci tratte da una fonte polifonica per unificare i diversi movimenti di una messa ciclica. La tecnica della parodia è stata quella più comunemente usata nelle composizioni di messe in tutto il XVI secolo: soltanto Palestrina scrisse 51 messe parodia. Nella composizione delle messe poteva essere utilizzato materiale sia di origine sacra che profana e alcune delle canzoni utilizzate erano realmente profane: un tardo esempio è stata la Missa filles entre vous(1581), basata sulla canzone oscena popolare di Jacob Clemens non Papa, "Entre vous de filles Quinze ans" ("Sei dolce ragazza di 15 anni").